# Westville (Nueva York)
Westville es un pueblo ubicado en el condado de Franklin en el estado estadounidense de Nueva York. En el año 2000 tenía una población de 1.823 habitantes y una densidad poblacional de 20.2 personas por km².

## Geografía
Westville se encuentra ubicado en las coordenadas 44°55′56″N 74°23′2″O / 44.93222, -74.38389.

## Demografía
Según la Oficina del Censo en 2000 los ingresos medios por hogar en la localidad eran de $32,452, y los ingresos medios por familia eran $36,964. Los hombres tenían unos ingresos medios de $28,167 frente a los $20,291 para las mujeres. La renta per cápita para la localidad era de $15,809. Alrededor del 12.8% de la población estaban por debajo del umbral de pobreza.